# Дворац Сао Хорхе да Мина де Оро
Сао Хорхе да Мина де Оро (порт. Sao Jorge da Mina de Ouro), позната и као Елмина и Сент Џорџ, је утврђење и дворац у граду Елмина у Гани. Изграђена је 1482. године као португалско трговачко и војно утврђење на Златној обали близу ушћа реке Бења. Ово је прво утвређење које су Португалци изградили у својој западноафричкој колонији, а уједно и прва европска грађевина јужно од Сахаре. Служила је као трговачко место за откуп злата и слоноваче из континенталног залеђа.
Холанђани су преузели тврђаву 1637 након две битке које су водили против Португалаца. Они су дворац опасали великим зидинама и претворили га у увтрђење које су назвали Кенрадсбург. Елмина је Холанђанима служила као главно административно средиште свих колонијалних операција на Златној обали. Британци су преотели тврђаву са дворцем 1872. године и преименовали га у Сент Џорџ.
Након осамостаљења Гане, Елмина је служила и као полицијска станица и школа, а накнадно је претворена у музеј. Дворац је део Унескове светске културне баштине од 1979. године.